# Monastère de Shalu
Le monastère de Shalu (tibétain : ཞྭ་ལུ།, Wylie : Zhwa-lu ; pinyin tibétain Xalu ; chinois simplifié : 夏鲁寺 ; chinois traditionnel : 夏魯寺 ; pinyin : Xiàlǔ Sì).

## Histoire
Durant la révolution culturelle, les gardes rouges se sont acharnés ici sur ce symbole religieux. Cependant, le Grand Temple d'or, construit au XIVe siècle, a été épargné. Les écrits de Buton Rinchen Drup comportant 227 volumes qui étaient conservés à Shalu furent brûlés par les gardes rouges.
Depuis 1988, il est classé sur la liste des Sites historiques et culturels majeurs protégés au niveau national.

## Galerie

Monastère de Shalu
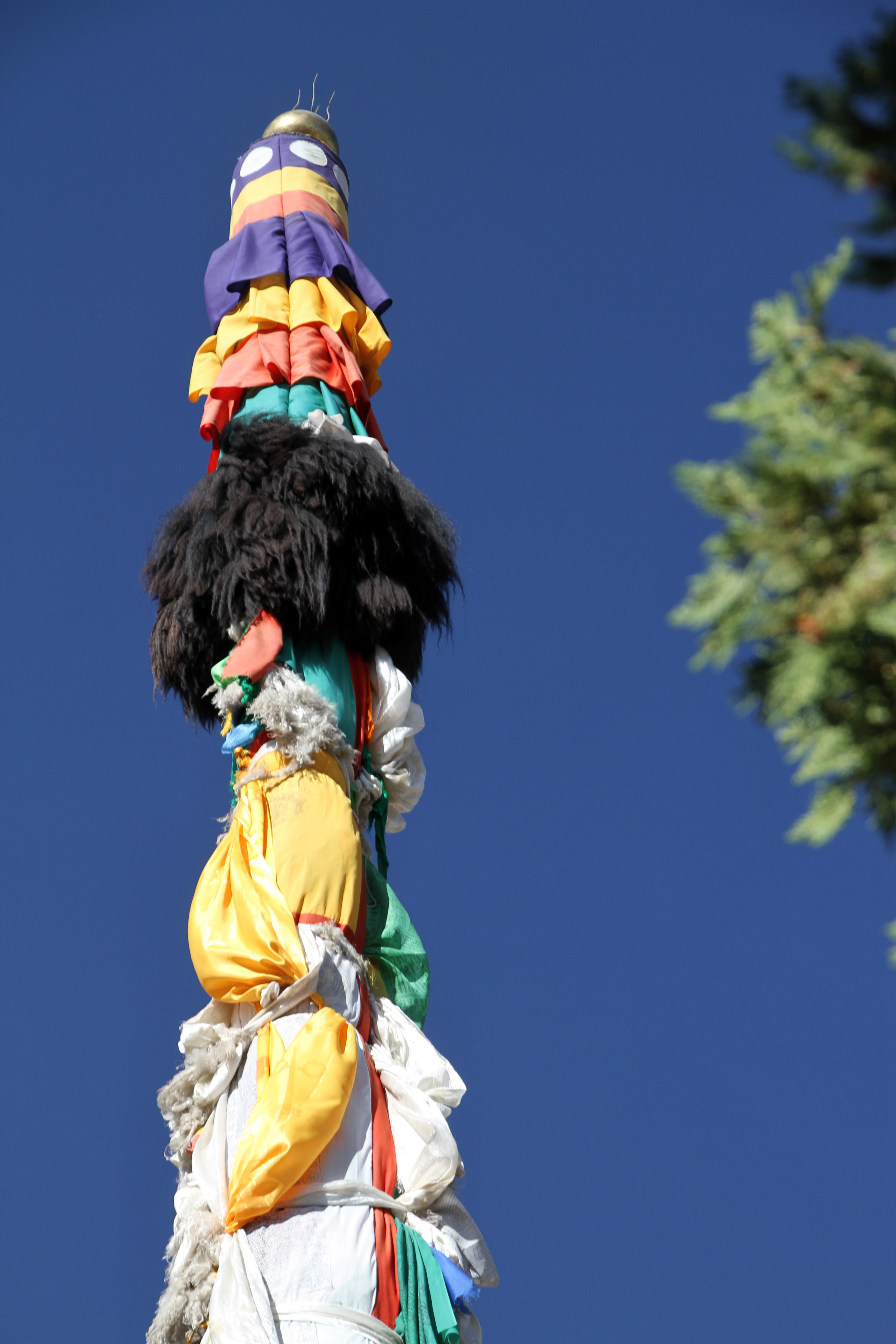
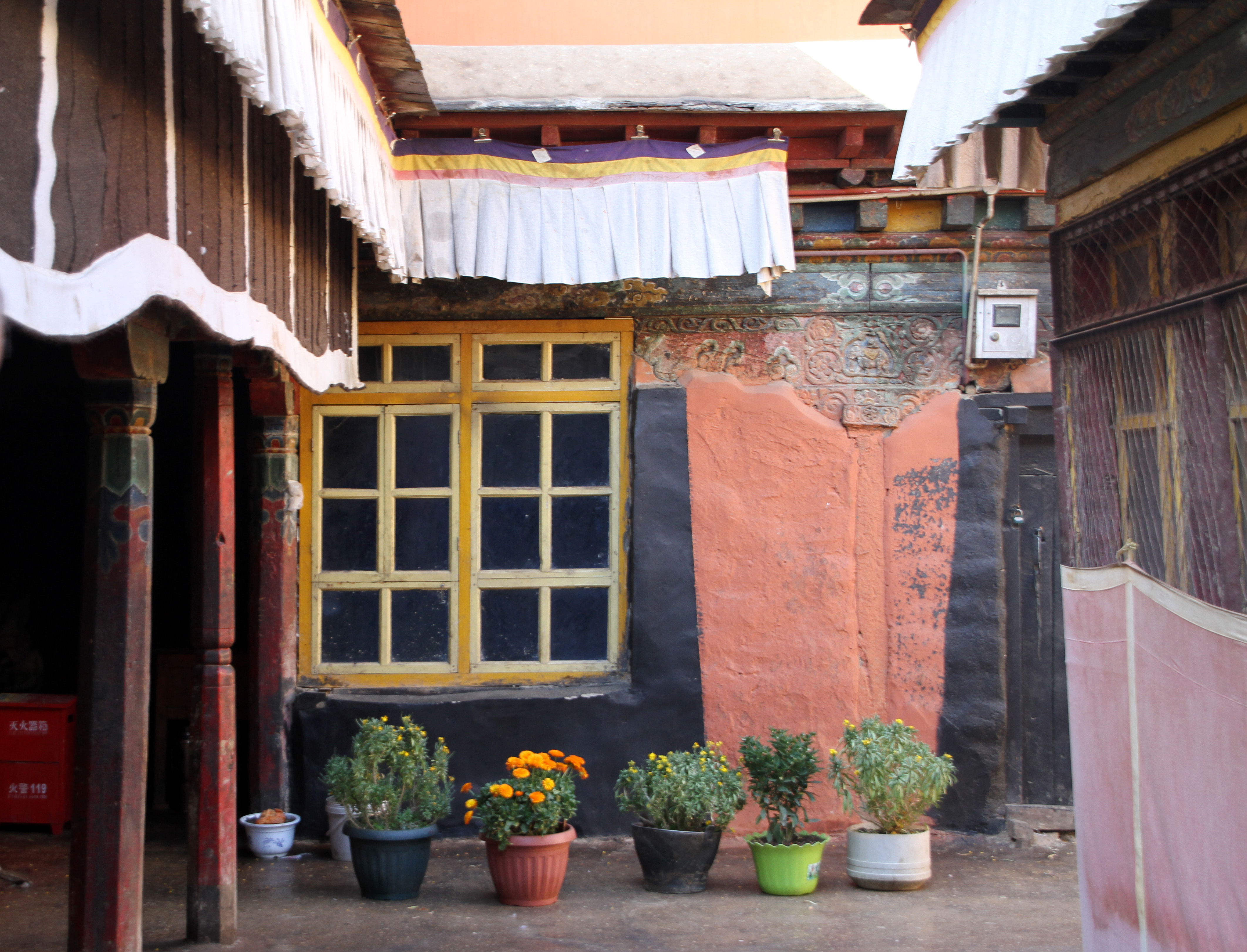
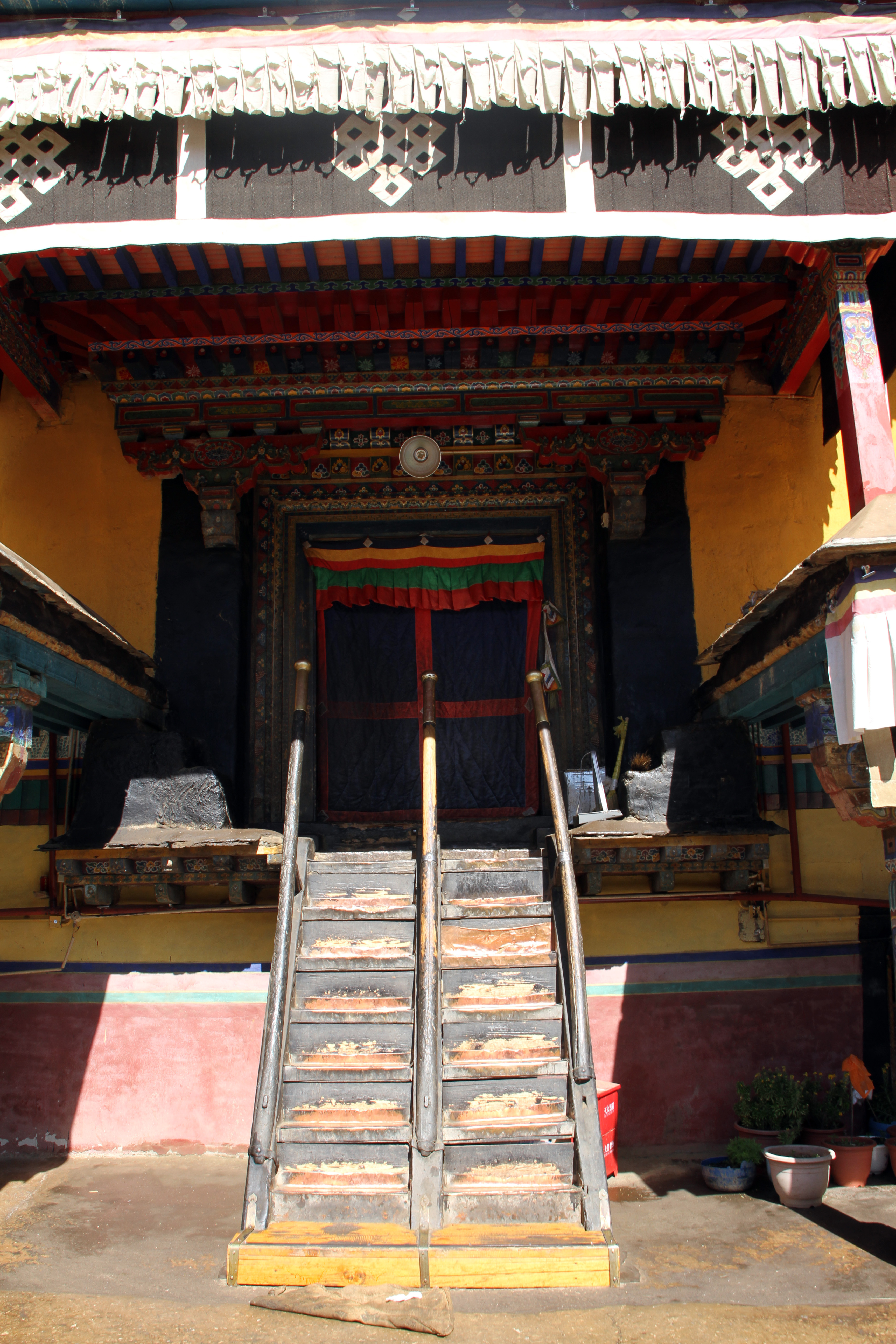
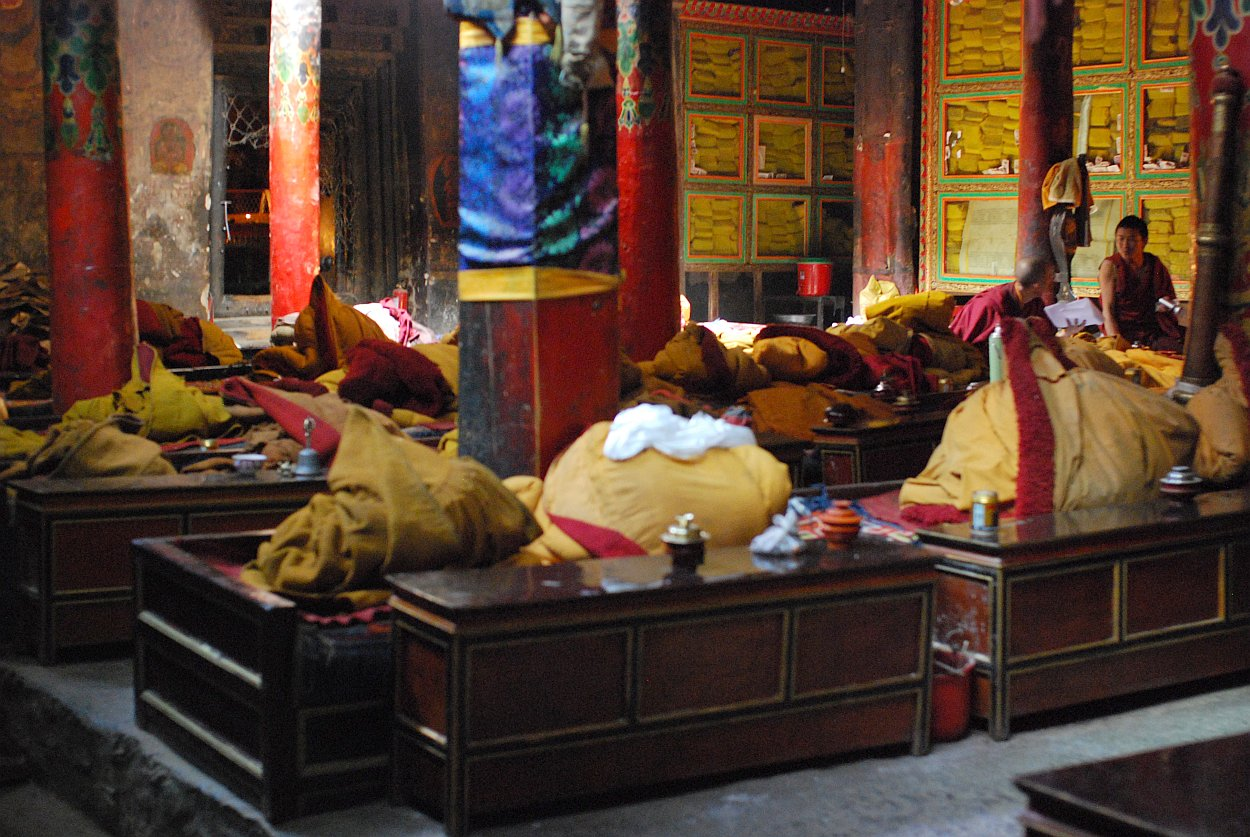
Dans le monastère
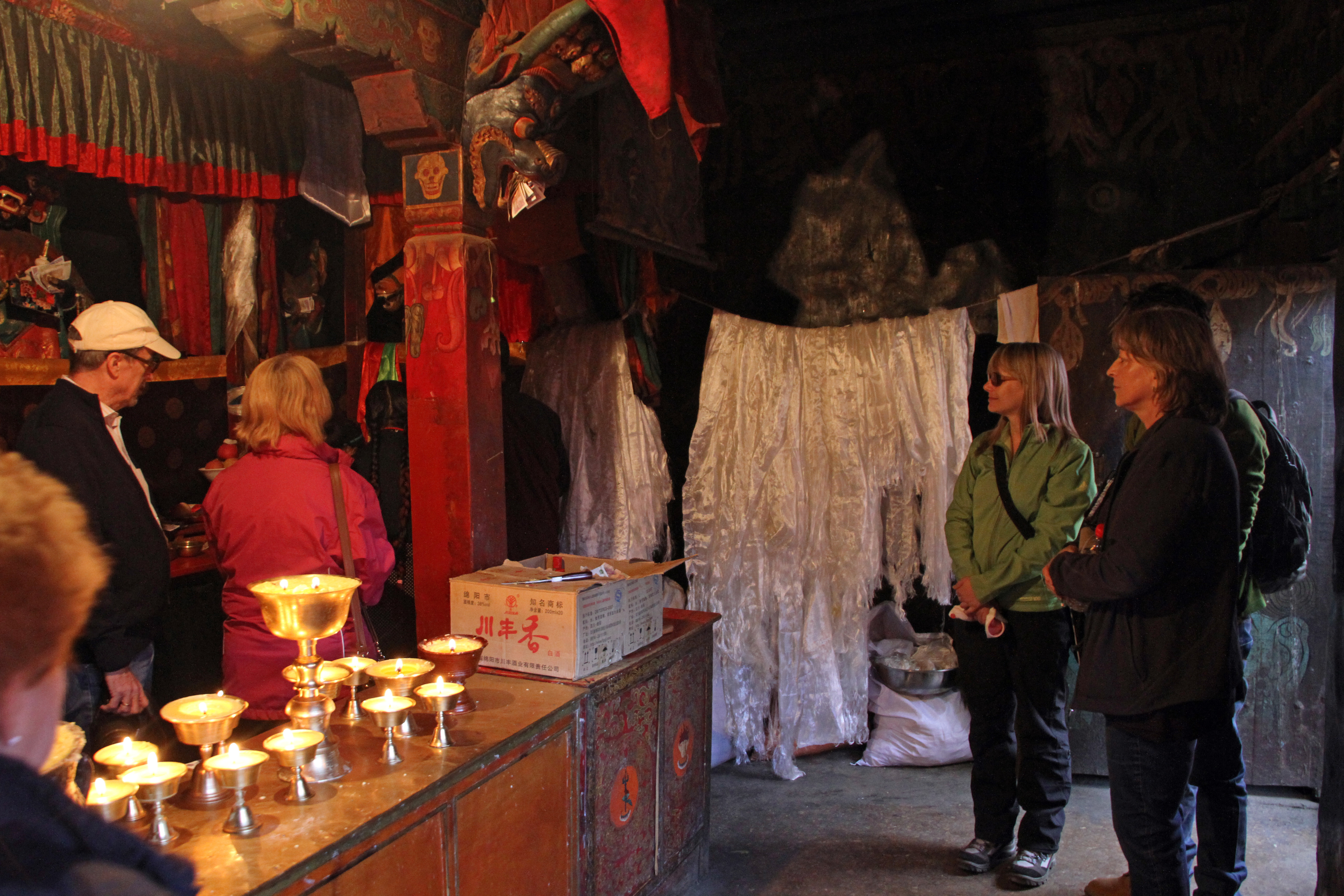
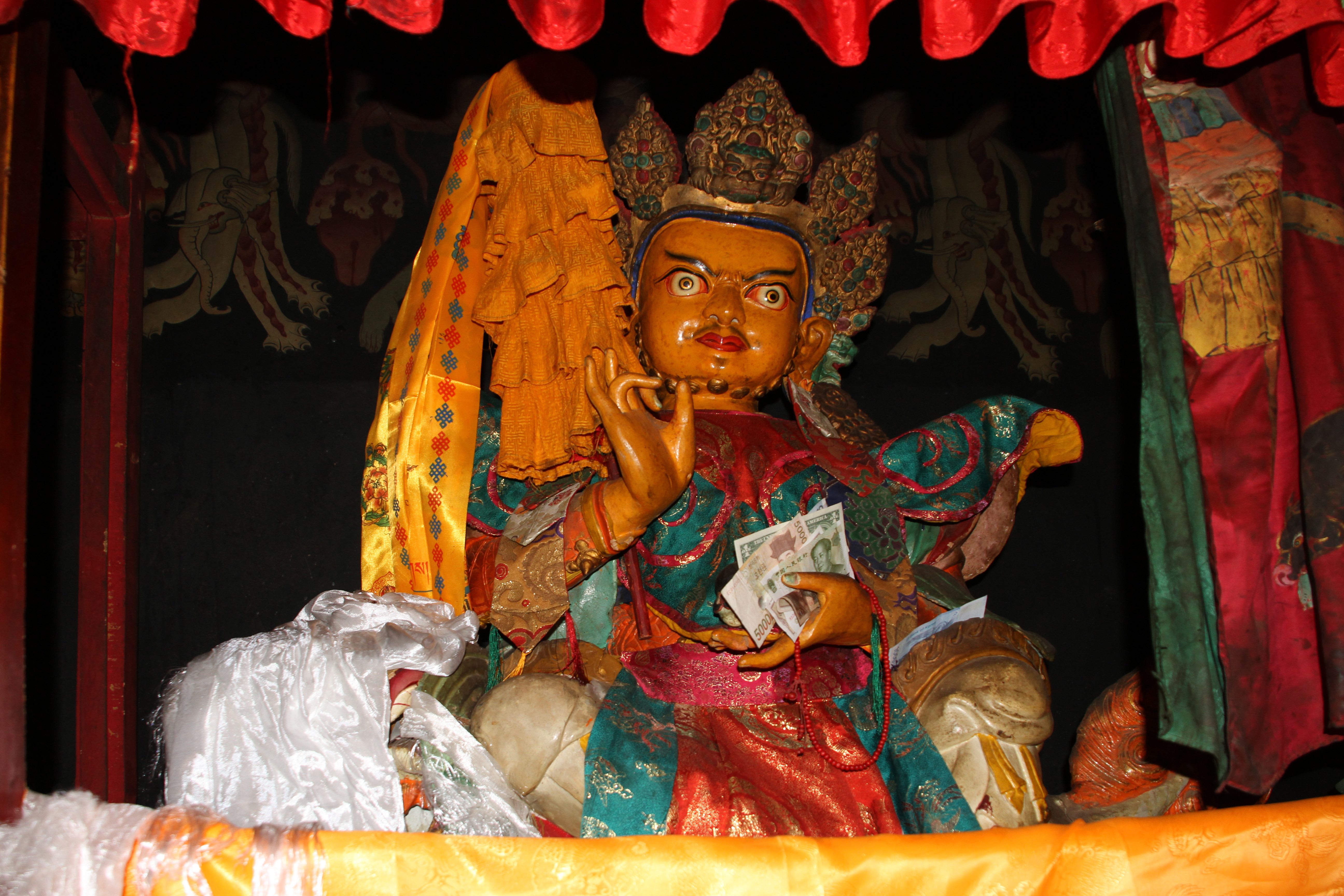
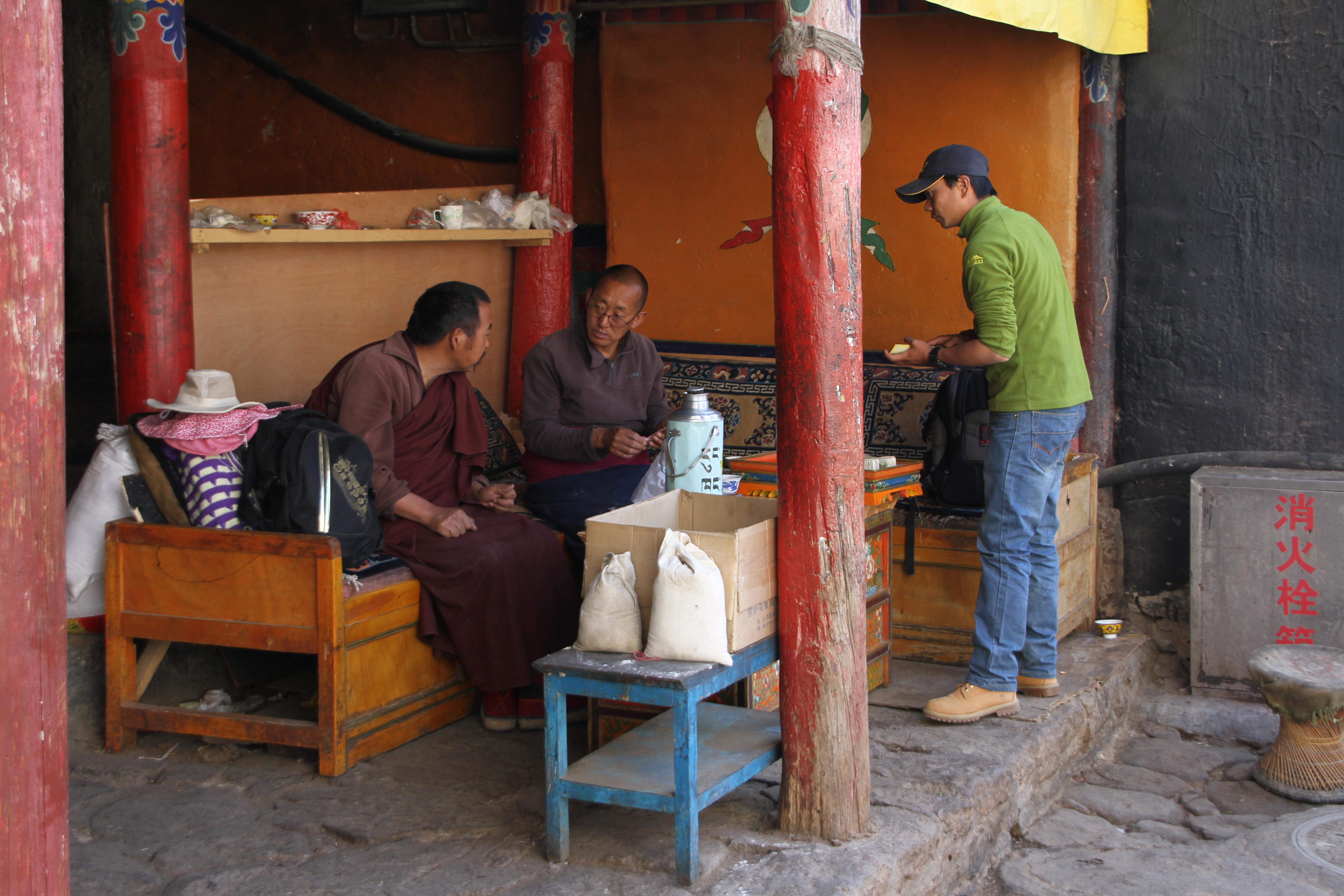
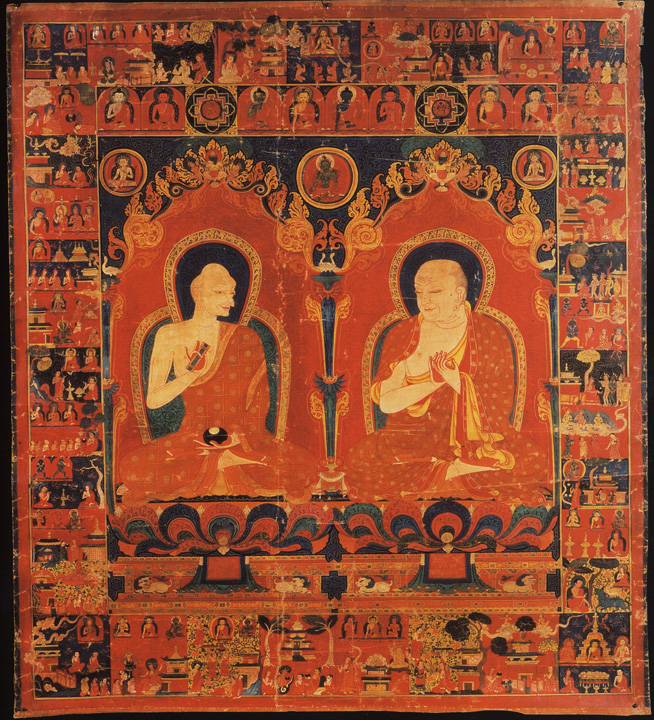
Représentation du 14e siècle du 11e abbé de Shalu Buton Rinchen (à gauche) et de son successeur, peinture murale à l'intérieur du monastère.
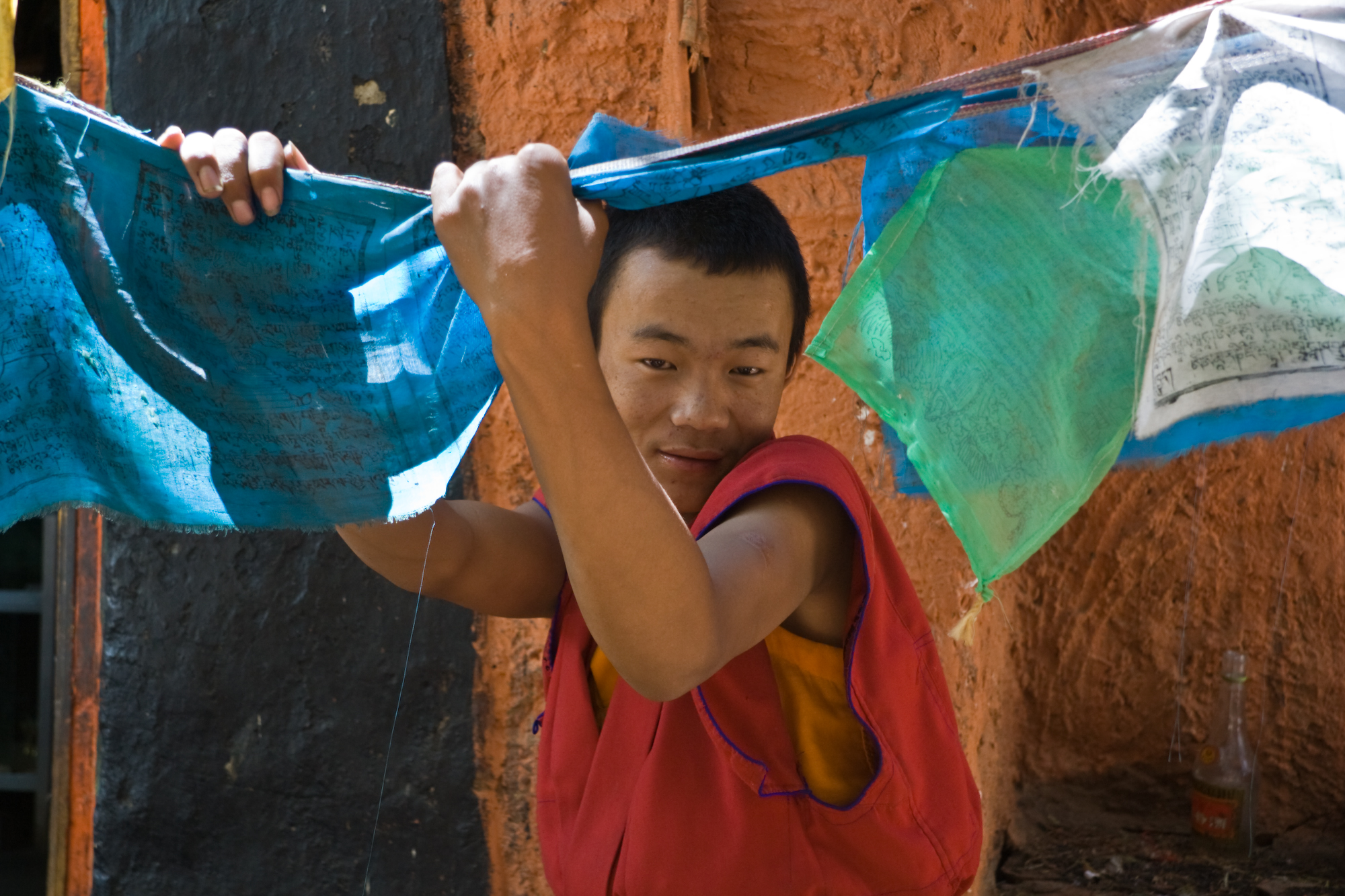
Jeune moine bouddhiste derrière des drapeaux de prières